# Chiesa di Santa Chiara (Mondovì)
La chiesa di Santa Chiara si trova a Mondovì.

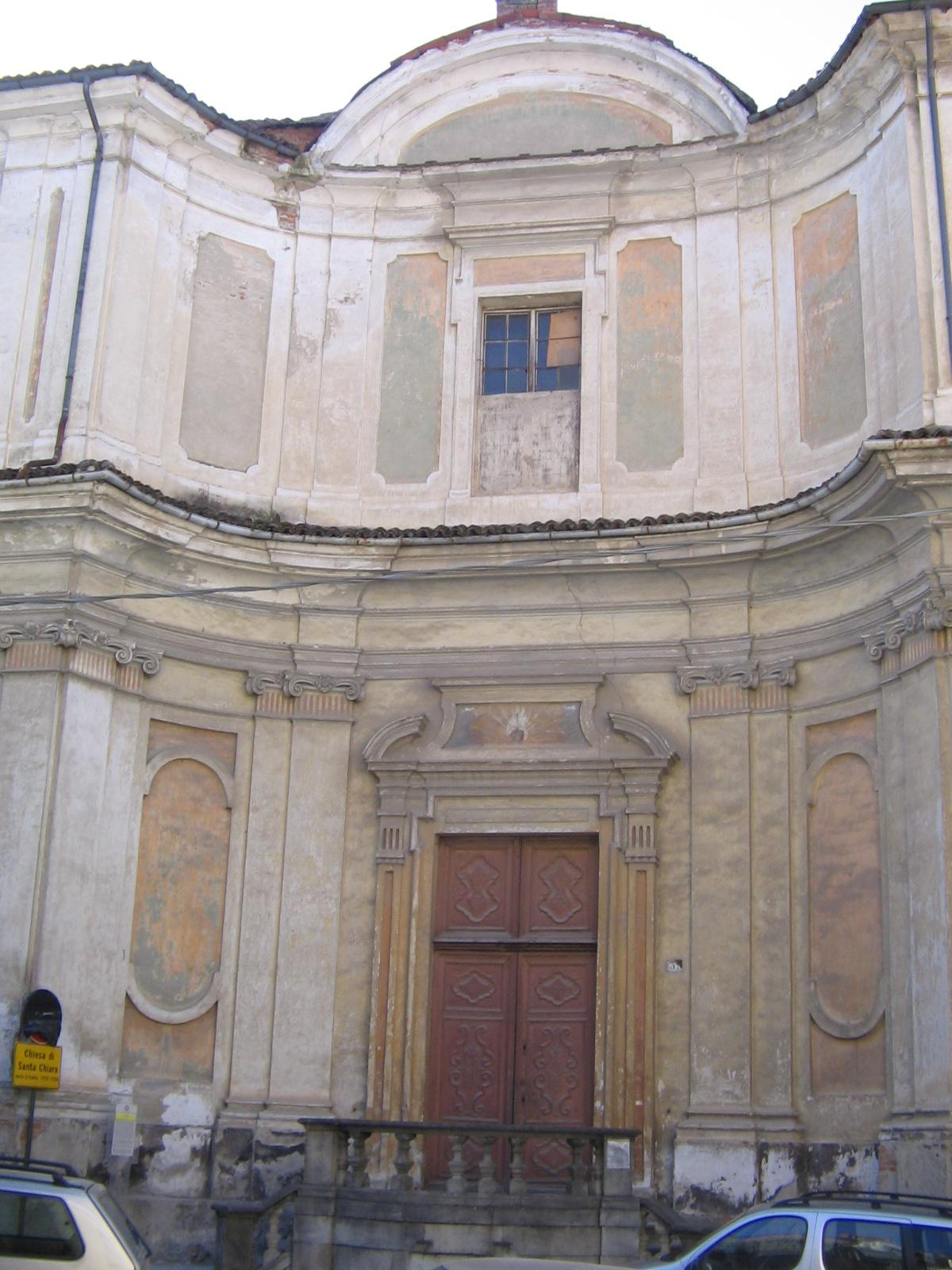
Facciata concava di Santa Chiara

## Storia
La chiesa di Santa Chiara fu costruita tra il 1712 ed il 1724 su progetto dell'architetto Francesco Gallo nel luogo dove sorgeva una precedente chiesa.
Fece parte del convento delle monache clarisse fino al 1802, anno della soppressione degli ordini religiosi voluta da Napoleone I. Successivamente passò alla confraternita delle monache Benedettine.

## Descrizione
La facciata, decorata con due ordini di lesene sovrapposti, è pesantemente curvata verso l'interno. La balaustra convessa conduce al semplice portale. La concavità della facciata ingrandisce un poco lo spazio della strada. 
La decorazione interna (opera di ignoti artisti) è eseguita con grande maestria. Nelle colonne in finto marmo, addossate alle pareti, si possono scorgere scorci di paesaggi e figure fantastiche. 
La cupola rappresenta l'Assunzione di Maria tra gli angeli ed i papi Celestino V, Gregorio VII, Gregorio Magno e Leone III.
Nelle due cappelle laterali sono rappresentati quattro episodi di vita di una santa benedettina, e nel presbiterio si possono ammirare San Paolo e San Pietro (opere di Andrea Vinaj, chiamato dalle monache benedettine). 
Durante la spoliazione napoleonica lo splendido altare maggiore di marmi policromi venne asportato assieme ai due altari laterali. Rimangono gli stucchi e la decorazione pittorica dell'intero edificio. 
L'edificio appartiene al momento di maggior accentuazione barocca del Gallo. 
Ora la chiesa è sconsacrata ed appartiene al comune di Mondovì dalla metà dell'Ottocento, dopo la soppressione delle benedettine cassinesi (1867) assieme all'adiacente convento, che ospita la scuola media Francesco Gallo', il liceo Rosa Govone e la scuola comunale di Musica.